# 西宝舌鳎
西宝舌鳎（学名：Cynoglossus sibogae）为輻鰭魚綱鰈形目鰨亞目舌鳎科舌鳎属的鱼类，俗名西宝双线舌鳎。分布于西到泰国、南到印度尼西亚、东到菲律宾以及海南岛海区等，属于西太平洋暖水性浅海底层小鱼，棲息深度61-91公尺，體長可達7.7公分，棲息在底層水域，生活習性不明。该物种的模式产地在Molo海峡。